# Antoni Smuszkiewicz
Antoni Piotr Smuszkiewicz (ur. 30 maja 1938 w Woli Koszuckiej, zm. 14 października 2021) – polski polonista, profesor nauk humanistycznych, badacz polskiej fantastyki naukowej.

## Życiorys
W 1963 ukończył studia polonistyczne na Uniwersytecie im. Adama Mickiewicza w Poznaniu, w latach 1962–1974 pracował jako nauczyciel języka polskiego, najpierw w Zasadniczej Szkole Budowlanej w Poznaniu (1962–1972), następnie w Szkole Podstawowej nr 9 w Poznaniu (1972–1974), gdzie był dyrektorem. Od 1974 pracował w Zakładzie Metodyki Nauczania Instytutu Filologii Polskiej UAM, w 1977 obronił pracę doktorską Współczesna polska proza fantastycznonaukowa. Problem stereotypu gatunkowego w literaturze popularnej napisaną pod kierunkiem Jerzego Ziomka i został mianowany adiunktem. W 1986 habilitował się na podstawie pracy Retoryka współczesnej polskiej powieści historycznej dla dzieci i młodzieży. W 1988 mianowany docentem, w 1991 profesorem nadzwyczajnym. W latach 1991–1998 kierował Zakładem Dydaktyki Literatury i Języka Polskiego w Instytucie Filologii Polskiej. W 1998 otrzymał tytuł profesora nauk humanistycznych, w latach 1999–2005 był dziekanem Wydziału Filologii Polskiej i Klasycznej. W 2008 przeszedł na emeryturę. Odznaczony Złotym Krzyżem Zasługi (1984) i Medalem Komisji Edukacji Narodowej (2008).
Jest pionierem badań nad polską fantastyką naukową. Jego praca doktorska poświęcona tej tematyce ukazała się w 1980 pt. Stereotyp fabularny fantastyki naukowej. W 1982 opublikował monografię Zaczarowana gra. Zarys dziejów polskiej fantastyki naukowej, w 1990 wspólnie z Andrzejem Niewiadowskim Leksykon polskiej literatury fantastycznonaukowej, w 1995 wydaną w serii „Czytani dzisiaj” książkę Stanisław Lem, w 2013 tom studiów Fantastyka i pajdologia. Studia i szkice Od 2008 był przewodniczącym jury Nagrody Literackiej im. Jerzego Żuławskiego.
Pochowany na cmentarzu Miłostowo w Poznaniu.

## Wybrane publikacje
- Stereotyp fabularny fantastyki naukowej, Zakład Narodowy im. Ossolińskich, Wydawnictwo PAN (seria Komitetu Nauk o Literaturze Polskiej „Rozprawy Literackie” nr 32), Wrocław 1980; ISBN 8304008033
- Zaczarowana gra. Zarys dziejów polskiej fantastyki naukowej, Wydawnictwo Poznańskie, Poznań 1982; ISBN 8321003036
- Fantastyka naukowa na lekcjach języka polskiego w klasie VI szkoły podstawowej, Wydawnictwo Instytutu Kształcenia Nauczycieli, Oddział Doskonalenia Nauczycieli w Poznaniu, Poznań 1983;
- Retoryka współczesnej polskiej powieści historycznej dla dzieci i młodzieży, Wydawnictwo Naukowe Uniwersytetu im. Adama Mickiewicza, seria „Filologia Polska” nr 35, Poznań 1987. ISBN 978-83-232-0036-9
- Leksykon polskiej literatury fantastycznonaukowej (współautor Andrzej Niewiadowski), Wydawnictwo Poznańskie, Poznań 1990 [Autora: szkic Fantastyka naukowa w literaturze polskiej. Zarys historyczny oraz cała część druga: Słownik terminów]; ISBN 978-83-210-0892-9
- Stanisław Lem, Dom Wydawniczy „Rebis” (seria „Czytani dzisiaj”), Poznań 1995; ISBN 8371201842
- Fantastyka i pajdologia Studia i szkice, Poznańskie Studia Polonistyczne, Poznań 2013 ISBN 978-83-61573-51-7